# Aben Aboo
Diego López, anomenat Abén Aboo, veí de Mecina Bombarón (Granada), va ser un morisc castellà de família important, participant actiu en larebel·lió de les Alpujarras (1568-1571) que va encapçalar en la seva última etapa. Era cosí d'Aben Humeya i nebot de Hernando el Zaguer, agutzir de Cadiar. Aben Aboo fou un dels primers a sumar-se a la rebel·lió. Va donar refugi a casa seva a Aben Humaya i al Zaguer; per això alguns oficials del marques de Mondejar, amb els que tenia acords de treva, trencant els pactes i les garanties, el van sotmetre a terribles tortures, que va aguantar de manera extraordinària.
No obstant algunes extremes mostres de lleialtat, quan van esclatar dissensions entre els revoltats no va dubtar a posar-se del costat dels enemics d'Abén Humeya, que l'acusaven de comportar-se despòticament i d'estar en tractes amb els cristians a més d'haver ordenat assassinar als combatents turcs i nord-africans que lluitaven al costat dels moriscs granadins. En la nit del 20 d'octubre de 1569, juntament amb Diego Agutzil, ell mateix va donar mort a Abén Humeya, tirant cadascun d'un costat del cordill que li havien col·locat a la gola. Triat per ocupar el lloc del seu cosí i després d'obtenir la confirmació del governador d'Alger en representació del sultà otomà, va prendre el títol de Muley Abdalá Abén Aboo, rei dels andalusos, i va fer col·locar una frase a la seva bandera que deia: «No vaig poder desitjar més ni acontentar-me amb menys».
Abén Aboo va continuar la guerra amb determinació i coratge, i va obtenir alguns triomfs notables, com l'ocupació d'Órgiva. Al maig de 1570 va fer assassinar al Habaquí, el seu general, que havia iniciat converses de pau amb Joan d'Àustria i va aconseguir estendre la rebel·lió a la regió muntanyenca de Ronda. Però ja a la fi d'aquest any, després de la dura campanya de l'estiu i l'expulsió de tots els moriscs de Granada ordenada pel rei Felip II, la rebel·lió estava gairebé totalment sufocada. El 13 de març de 1571, refugiat en una cova entre Bérchules i Mecina Bombarón, en ple cor de la Alpujarra on tractava de resistir amb només quatre-cents dels seus homes, va ser assassinat per alguns d'ells, encapçalats per Gonzalo el Seniz, cèlebre bandoler monfí, en tractes amb els cristians, que els havien promès el perdó. El seu cos va ser després portat a Granada on va ser esquarterat i el cap posat en una gàbia sobre l'arc de la porta del Rastre.